# 变珠藻属
变珠藻属（学名：Amorphonostoc）是念珠藻科下的一个属。

## 下属物种
本属包括以下物种：
- 沼泽变珠藻 Amorphonostoc paludosum (Kütz.) Elenk.
- 粒状变珠藻 Amorphonostoc punctiforme (Kütz.) Elenk.，异名：Nostoc punctiforme